# ロマンス (1984年のテレビドラマ)
『ロマンス』は、1984年（昭和59年）4月2日から9月29日まで放送されたNHK連続テレビ小説第32作。全156回。

## 概要
明治末年の北海道と東京を舞台に、映画に情熱をかける若者たちを描いた。
主役を演じた榎木孝明のテレビデビュー作で、芹洋子とともに主題歌も担当した。連続テレビ小説では初の歌詞入りのオープニング曲でもある。
1966年度の『おはなはん』の大ヒット以降、女性が主人公である作品が続いていたが、1967年度の『旅路』以来、17年ぶり25作ぶりの男性主人公の作品となった。また、男性主人公の作品としては5作目で、青年男性の主人公としては初めての作品となった。
1984年5月12日の第36回から、ゆり2号aによるNHK衛星第1テレビジョンの試験放送が開始された。
1984年の初回視聴率は41.7%、平均視聴率は39.0%、最高視聴率は47.3%（関東地区、ビデオリサーチ調べ）。
放送ライブラリーでは第1回が公開。

## キャスト
加治山平七
演 - 榎木孝明
小島はる
演 - 樋口可南子
香木真之助
演 - 辰巳琢郎
大倉さよ → 加治山さよ
演 - 小宮久美子
平七の妻
香木真太郎
演 - 船越英二
真之助の父
香木艶子
演 - 岸田今日子
真之助の母
香木真人
演 - 浜村純
真之助の祖父
大倉陽山
演 - 中条静夫
さよの父
とみ
演 - 山田はるみ
さよの姉
東田秀行
演 - 岡田真澄
弁士
歌姫メリー
演 - 加藤登紀子
小島うめ
演 - 佐々木すみ江
近江屋徳次郎
演 - 橋爪功
とよ
演 - 中島奏
鈴太郎
演 - かたせ梨乃
チャリー・丹海
演 - ミッキー安川
室町八起
演 - 前田吟
松平
演 - 千葉茂則
野島
演 - 矢島健一
加納清（キー坊）
演 - 柳沢慎吾
助監督
柏木りん
演 - 川村一代
貫次
演 - 沼田爆
ガラス職人
辰
演 - 西沢由郎
よし
演 - あき竹城
井上
演 - 奥村公延
礼三郎
演 - 竹村晴彦
新吉
演 - 松原均
神崎
演 - 森田順平
岩根
演 - 田武謙三
みどり
演 - 川島美津子
若葉
演 - 大川陽子
兵馬
演 - 山谷初男
織原
演 - 及川以造
小広
演 - 及川智靖
大山
演 - 小山健八
天野敏郎
演 - 小林宏史
活弁士
演 - 山本直純
表
演 - 西村淳二
その他
演 - 金田明夫、遠藤憲一、山梨桂子、岡野進一郎、松島トモ子、貴水博之

## スタッフ
- 作 - 田向正健[2][9]
- 音楽 - 山本直純[2][9]
- 主題歌 - 「夢こそ人生」（作詞 - 岩谷時子、作曲・編曲 - 山本直純、歌 - 芹洋子・榎木孝明[3]
- 語り - 八千草薫[2][9]
- 演出 - 北嶋隆[9][2]、冨澤正幸[2]、望月義雄[2]、小林信一 ほか
- 制作 - 渡辺耕[2][9]
- 撮影 - 浪川喜一[9]
- 照明 - 田村博[9]
- 効果 - 大和定次[9]
- 美術 - 小林喬[2][9]
- 技術 - 松本孝男[2][9]
- 音声 - 永井孝夫[9]
- 記録 - 石原弥生[9]

## 関連文献
- 田向正健『ロマンス 入門篇』大和書房、1984年9月10日。
- 田向正健『ロマンス 応用篇』大和書房、1984年10月10日。